# Best of Ozz
Pour les articles homonymes, voir Best of.
Albums de Ozzy Osbourne
No Rest for the Wicked
(1988) Ten Commandments
(1990)
Best of Ozz est un album compilation d'Ozzy Osbourne, réalisé en 1989. Cet album a été produit sans son approbation.

## Chansons
1. "Over the Mountain" (Ozzy Osbourne, Randy Rhoads, Bob Daisley, Lee Kerslake) - 4:31
  - Originale de Diary of a Madman
2. "Secret Loser" (Osbourne, Jake E. Lee, Daisley) - 4:08
  - Originale de The Ultimate Sin
3. "Goodbye to Romance" (Osbourne, Rhoads, Daisley) - 5:35
  - Originale de Blizzard of Ozz
4. "Shot in the Dark" (Osbourne, Phil Soussan) - 4:16
  - Originale de The Ultimate Sin
5. "Mr. Crowley" (Osbourne, Rhoads, Daisley) - 4:55
  - Originale de Blizzard of Ozz
6. "Bark at the Moon"(Osbourne) - 4:15
  - Originale de Bark at the Moon
7. "Crazy Train" (Osbourne, Rhoads, Daisley) - 4:50
  - Originale de Blizzard of Ozz
8. "Centre of Eternity" (Osbourne) - 5:15
  - Originale de Bark at the Moon
9. "Diary of a Madman " (Osbourne, Rhoads, Daisley, Kerslake) - 6:12
  - Originale de Diary of a Madman
10. "The Ultimate Sin " (Osbourne, Lee, Daisley) - 3:43
  - Originale de The Ultimate Sin